# Армандо Диац
Армандо Диац (на италиански: Armando Diaz) е италиански маршал, служил като началник-щаб на Кралската италианска армия през Първата световна война след 1917 г. Той допринася за спирането на австро-унгарското настъпление по река Пиаве, а през юни 1918 г. повежда италианските сили до голяма победа във втората битка при Пиаве. Няколко месеца по-късно постига решителна победа в битката при Виторио Венето, която слага край на войната по италианския фронт. Той се счита за един от най-успешните генерали във войната.

## Биография
Диац е роден на 5 декември 1861 г. в Неапол в семейство от италианско и испанско потекло. Баща му е военноморски офицер, а майка му е дъщеря на дребен благородник. Диац започва военната си кариера като ученик във Военния колеж на Неапол, след което се премества във Военната академия в Торино, откъдето излиза като артилерийски офицер през 1884 г.
След това е назначен в 10-и артилерийски полк. През 1890 г. е произведен в капитан и е преместен в 1-ви артилерийски полк. През 1894 г. се записва отново във военно училище, където завършва първи в класа си. По-късно е включен в състава на щаба на армията и работи в офиса на генерал Алберто Полио в продължение на две години. През 1899 г. е повишен на майор и в продължение на година и половина командва 26-и пехотен полк.
През 1905 г. е произведен в подполковник и служи като началник на Флорентинската военна дивизия. През 1910 г., вече като полковник, служи в Итало-турската война. Ранен е по време на сражение в Либия през 1912 г.
След избухването на Първата световна война Диац е назначен във висшето командване, където отговаря пред генерал Луиджи Кадорна. През юни 1916 г. е повишен на генерал и поема командването на 49-а дивизия, а след това на 23-ти армейски корпус.
Битката при Капорето през октомври 1917 г. е катастрофална за италианската армия и на 8 ноември 1917 г. е поканен да замести Кадорна като началник-щаб на армията. След като възстановява останалата част от армията, той организира защитна линия по масива Монте Грапа и река Пиаве, която успешно възпира австрийското настъпление. През лятото на 1918 г. той извежда армията до победа във втората битка при Пиаве, а по-късно същата година мобилизира 1,4 милиона италиански войници в битката при Виторио Венето, която слага край на войната италианския фронт. Именно той обявява разгрома на австрийската армия и победата на италианците във войната.
След войната Армандо Диац е назначен за сенатор. През 1921 г. е удостоен от крал Виктор Емануил III с титлата Херцог на победата (на италиански: Duca della Vittoria). Бенито Мусолини го прави министър на войната и го повишава във фелдмаршал. След като се пенсионира през 1924 г., той получава почетната титла маршал на Италия.
Диац умира в Рим на 28 февруари 1928 г. и е погребан в църквата „Санта Мария дели Анджели е деи Мартири“.